# بودينغن
بودينغن (بالألمانية: Büdingen) هي بلدة، residenz، medium regional center، مدينة وبلدة ألمانية تقع في ألمانيا في Wetteraukreis.[بحاجة لمصدر]

## المدن التوأمة
مدن Herzberg، Sebeș، Loudéac وبرونتال هي مدن توأمة لـبودينغن.

## أعلام
- تشستمير باتزيل
- يوهان صموئيل كونينغ
- أدولف زيلر
- ثيادورا أميرة اليونان والدنمارك